# Парламентские выборы в Тринидаде и Тобаго (2000)
Парламентские выборы в Тринидаде и Тобаго прошли 11 декабря 2000 года. В результате Объединённый национальный конгресс получил большинство в 19 из 36 мест Палаты представителей парламента Тринидада и Тобаго. Явка составила 63,1 %.. Премьер-министром вновь стал лидер ОНК Басдео Пандай.

## Результаты
| Партия                                       | Голосов | %    | Мест | +/-   |
| -------------------------------------------- | ------- | ---- | ---- | ----- |
| Объединённый национальный конгресс           | 307 791 | 51,7 | 19   | +2    |
| Народное национальное движение               | 276 334 | 46,5 | 16   | -1    |
| Национальный альянс за реконструкцию         | 7 409   | 1,2  | 1    | -1    |
| Партия расширения прав и возможностей народа | 2 071   | 0,3  | 0    | новая |
| Общество милосердия                          | 142     | 0,0  | 0    | новая |
| Независимые                                  | 1 128   | 0,2  | 0    | новая |
| Недействительных/пустых бюллетеней           | 2 650   | -    | -    | -     |
| Всего                                        | 597 525 | 100  | 36   | 0     |
| Источник: Nohlen                             |         |      |      |       |